# Lebadea paulina
Lebadea paulina är en fjärilsart som beskrevs av Otto Staudinger 1889. Lebadea paulina ingår i släktet Lebadea och familjen praktfjärilar. Inga underarter finns listade i Catalogue of Life.